# Lernaea hardingi
Lernaea hardingi is een eenoogkreeftjessoort uit de familie van de Lernaeidae. De wetenschappelijke naam van de soort is voor het eerst geldig gepubliceerd in 1956 door Fryer.